# Heterixalus tricolor
Heterixalus tricolor is een kikker uit de familie van de rietkikkers (Hyperoliidae). De soort werd beschreven door Boettger in 1881.
De kikker is endemisch in Madagaskar en komt vooral voor in het noordwesten en westen van het eiland, op een hoogte boven de 300 meter. De soort komt ook voor op enkele eilandjes zoals Nosy Be.

## Synoniemen
- Megalixalus tricolor Boettger, 1881